# Adel Shah
Adil o Adel Shah Afshar, nacido Alī-qolī Khan (persa moderno: عادل شاه افشار) (murió en 1749) fue el Shah Afsárida de Irán entre 1747 a 1748, sobrino y sucesor de Nader Shah, el fundador de la Dinastía afsárida.

## Familia y principios de su carrera
Ali-qoli khan era el hijo mayor del hermano de Nader, Ebrahim Khan. En 1737 Nader lo nombró gobernador de Mashhad un año después de acceder él mismo al trono. En el mismo año se casó con la princesa Ketevan, hija del rey georgiano Teimuraz II, aliado de Nader. En 1740 también contrajo matrimonio con una hija de Abu'l-Fayz, gobernante del recientemente sometido Kanato de Bujará.

## Ascenso al poder
De 1743 a 1747, Ali-qoli khan comandó las tropas de Nader contra los yazidis de Kurdistán, los Karakalpaks y los uzbecos de Corasmia y en Sistán. Luego se metió en problemas con su tío por la decisión de este último de imponerle 100,000 tomans combinados con la desconfianza de Nader. En abril de 1747, junto con los rebeldes de Sistán, Ali-qoli khan ocupó Herat e indujo a los kurdos a entrar en una rebelión. Nader, mientras marchaba contra los insurgentes, fue asesinado por un grupo de sus oficiales, quienes le ofrecieron la corona a Ali-qoli.
Al llegar a Mashad, Ali-qoli envió una fuerza leal a la fortaleza de Kalat, donde mataron a todos los hijos de Nader con la excepción de su nieto de 14 años de edad, Shahrokh Mirza. El 6 de julio de 1747, fue declarado shah bajo el nombre de Adel-Shah, "el justo rey". Él envió a su hermano Ebrahim Mirza como gobernador a Isfahán, mientras permanecía en Mashhad con su impopular favorito georgiano, Sohrab Khan. Más tarde ese año, derrotó a sus antiguos aliados kurdos, que se habían negado a suministrar grano para su ejército y su capital azotados por la hambruna, y mató a varios de sus seguidores bajo sospecha de conspiración. Luego marchó contra Mazandaran en un inútil intento de doblegar a la tribu Qajar. El jefe de Qajar, Mohammad Hasan Khan, fue asesinado y su hijo de cuatro años, el futuro Aga Muhammad Khan, fue castrado por orden de Adil.

## Derrocamiento y muerte
Mientras tanto, Ebrahim Mirza, que había consolidado su control sobre el oeste de Irán, se levantó en rebelión contra su hermano. Asesinó a Sohrab Khan favorito de Adil y, en junio de 1748, marchó para unir sus fuerzas con las de Amir Aslan Khan, el sardar de Azerbaiyán contra Adil. Este último, al frente de un ejército numéricamente superior, avanzó desde Gilan para evitar que las fuerzas rebeldes se combinaran, pero la deserción de muchos de sus comandantes precipitó su derrota completa. Adil huyó a Teherán, pero un gobernador local entregó a Adil a Ebrahim, quien lo cegó. Seis meses después, Ebrahim fue proclamado sha, pero su reinado fue rápidamente terminado por un golpe que trajo al trono al nieto superviviente de Nadir, Shahrokh Mirza. Ebrahim fue cegado y pronto murió, mientras que Adel fue encadenado en Mashad, donde fue torturado hasta la muerte.
| Predecesor: Nader Shah | Shah 1747-1748 | Sucesor: Ibrahim Jan |

- Datos: Q197881
- Multimedia: Adel Shah / Q197881